# Henryk Gordon
Henryk Gordon de Huntly herbu własnego Bydant (w Polsce pisany także G. de Hunlej, żył w XVII wieku, ur. około 1635, zm. w marcu ok. 1674/1675 w Strathbogie w Szkocji) – szlachcic szkocki i polski, pułkownik polskich wojsk koronnych, uczestnik rokoszu Lubomirskiego.

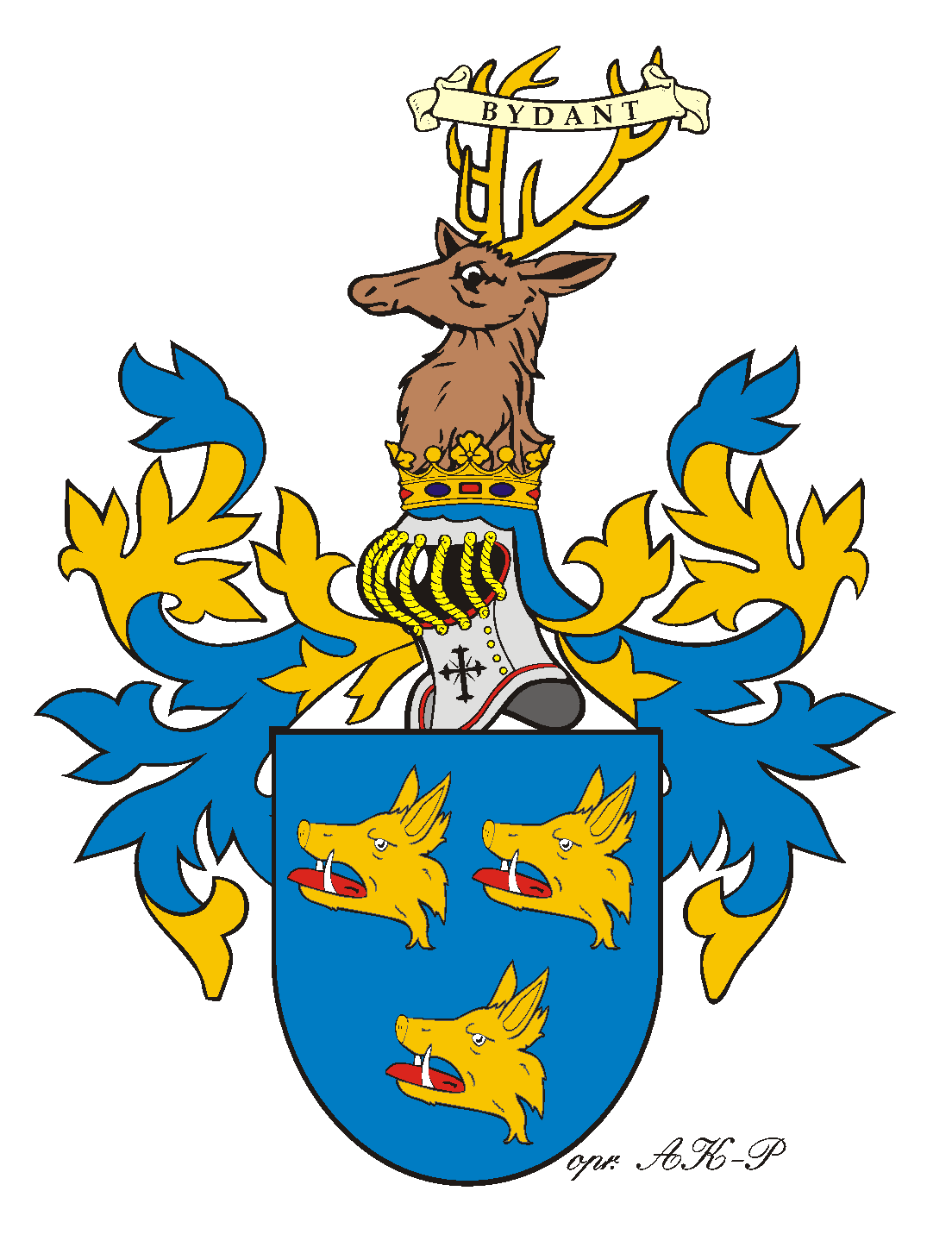
Bydant, herb Gordonów

## Szkic biograficzny
Najmłodszy syn George'a Gordona i Anny Campbell, córki Archibalda Campbella. Urodzony ok. 1635 we Francji, został tam wraz z siostrą-bliźniaczką Katarzyną pozostawiony po powrocie rodziców do Szkocji w 1636. Po śmierci rodziców i najstarszego brata rodzeństwo zostało porzucone przez rodzinę i trafiło pod opiekę lekarza Williama Davidsona. Davidson wyemigrował do Polski, zabierając ze sobą Gordona. Prawdopodobnie za wstawiennictwem Davidsona młody Gordon uzyskał stopień w armii koronnej. Brał udział w wojnach z Kozakami, Rosją i Szwecją. Walczył m. in w bitwach pod Korsuniem i Cudnowem.
W roku 1658 otrzymał od sejmu indygenat polski z zachowaniem rodzinnego szkockiego herbu, w Polsce nazwanego Bydant. 1665 wziął udział w rokoszu hetmana Jerzego Sebastiana Lubomirskiego, walcząc przeciw wojskom króla Jana Kazimierza.
Pod koniec życia wyjechał do Szkocji, gdzie poślubił Katherine Rolland, córkę szynkarza z Aberdeen. Zmarł ok. 1674/1675.
29 kwietnia 1659 Katarzyna poślubiła podskarbiego wielkiego koronnego, poetę Jana Andrzeja Morsztyna. Patrick Gordon napotkał ich w tym roku w obozie Lubomirskiego, co wspomina w swym dzienniku. Morsztynowie mieli czworo dzieci, córki: Teresę, która wstąpiła do konwentu wizytek w Paryżu, Ludwikę Marię (zm. 1730), która wyszła za Kazimierza Ludwika Bielińskiego, Izabelę (zm. 1758), która poślubiła Kazimierza Czartoryskiego, oraz syna Michała Alberta (poległ w 1695 pod Namur), który po emigracji rodziny Morstinów do Francji przybrał miano hrabiego de Châteauvillain i zaciągnął się do armii francuskiej. Żonaty z Teresą z ks. de Luynes z najwyższej arystokracji francuskiej, pozostawił dwie córki. W ten sposób drobny szlachcic i skromny oficer Henry Gordon stał się przodkiem wielu potomków wysokiej arystokracji europejskiej.